# Девід Бентлі Гарт
Девід Бентлі Гарт (англ. David Bentley Hart; нар. 1965) — американський православний християнинський філософ і богослов, культуролог і полеміст. Займається серйозно з класичними, середньовічними і континентальними філософськими системи, а також з Дгармічними, біблійними і святоотцівськими текстами. Має праці про онтологію і порівняльну міфологію, духовну естетику та екзистенціалізм, патристику.

## Академія
Гарт отримав ступінь бакалавра мистецтв в університеті штату Меріленд, а Магістр філософії, здобув у Кембриджському університеті. Звання магістра мистецтв і доктора філософії здобув в університеті Вірджинії. Він викладав в університеті Вірджинії, університеті Св. Томаса (Міннесота), школі богослов'я, і коледжі Лойоли в штаті Меріленд. Служив запрошеним професором у Провіденс-коледжі. У 2015 році Гарт був призначений у Темплтон співробітником університету Нотр-Дам Інституті перспективних досліджень.

## Нагороди та прийом
Перша велика праця Гарта, «Краса нескінченного», після чого отримав визнання. Вільям Плаччер сказати про книгу: «я не знаю більш блискучої праці американських Богословів за останні десять років ніж ця». Джеффрі Вейнрайт сказав: «Ця чудова і вимоглива праця повинна встановити Девіда Бентлі Гарта, у всьому світі не менше — ніж у Північній Америці, як одного з провідних богословів його покоління.»
На 27 травня 2011 року, книга Гарта Атеїстичні хиби була нагороджена Майклом Ремсі премією з теології, її похвалив відомий агностик, філософ Ентоні Кенні: «Гарт має дари гідного адвоката. Він пише з чіткістю та силою, і він знову і знову рухає свої ідеї. Він викриває помилкові факти чи логіку противників з безжалісною точністю.»
У 2014 книгу Гарта «Досвід Божий», газета The Guardian назвала «однією книгою богослов'я, яку всі атеїсти дійсно повинні читати»

## Патристика
Як патристичний вчений, Гарт в першу чергу цікавиться традицією грецьких отців, з особливим акцентом на Григорія Нісського і Максима Сповідника.

### Книги
- The Hidden and the Manifest: Essays in Theology and Metaphysics. Grand Rapids: Eerdmans. 2017.
- The Dream-Child's Progress and Other Essay. New York: Angelico Press. 2017.
- A Splendid Wickedness and Other Essays. Grand Rapids: Eerdmans: 2016.
- The Experience of God: Being, Consciousness, Bliss. New Haven: Yale University Press: 2013.
- The Devil and Pierre Gernet: Stories. Grand Rapids, MI: Wm. B. Eerdmans: 2012.
- Atheist Delusions: The Christian Revolution and Its Fashionable Enemies. New Haven, CT: Yale University Press, 2009.
- In the Aftermath: Provocations and Laments. Grand Rapids, MI: Wm. B. Eerdmans: 2008.
- The Story of Christianity: An Illustrated History of 2000 Years of the Christian Faith. London: Quercus: 2007.
- The Doors of the Sea. Grand Rapids, MI: Wm. B. Eerdmans: 2005.
- The Beauty of the Infinite: The Aesthetics of Christian Truth. Grand Rapids, MI: Wm. B. Eerdmans: 2003.

### Англійські переклади
- The New Testament: A Translation. Yale University Press: 2017.
- Erich Przywara, Analogia Entis: Metaphysics: Original Structure and Universal Rhythm. Grand Rapids, MI: Wm. B. Eerdmans: 2014. In collaboration with John R. Betz.

### Переклади українською
- Гарт, Девід Бентлі. Атеїстичні марення: християнська революція та її модні вороги (Вступ) / переклад Дмитра Кузьменка [Архівовано 6 лютого 2020 у Wayback Machine.] // Δημήτρός γραφεύς. — 5 лютого 2020.

### Статті
- "What Lies Beyond Capitalism? A Christian Exploration" [Архівовано 19 серпня 2019 у Wayback Machine.], Plough Quarterly 21 (Summer 2019).
- "Can We Please Relax About 'Socialism'?" [Архівовано 18 серпня 2019 у Wayback Machine.], The New York Times (April 27, 2019).
- "The New York Yankees Are a Moral Abomination" [Архівовано 21 листопада 2018 у Wayback Machine.], The New York Times (July 14, 2018).
- "Everything you know about the Gospel of Paul is likely wrong" [Архівовано 27 серпня 2019 у Wayback Machine.], Aeon (January 8, 2018.)
- "Are Christians Supposed to be Communists?" [Архівовано 27 серпня 2019 у Wayback Machine.], The New York Times (November 4, 2017).
- "From a Vanished Library" [Архівовано 27 серпня 2019 у Wayback Machine.], First Things (April 2017).
- 'We need to talk about God', Church Times (an independent Church of England newspaper), February 2016.
- "The Myth of Schism" [Архівовано 18 квітня 2019 у Wayback Machine.], Clarion Journal (June 2014).
- "Therapeutic Superstition", [Архівовано 27 серпня 2019 у Wayback Machine.] First Things (November 2012).
- Response to critiques of The Beauty of the Infinite by Francesca Murphy and John A. McGuckin, Scottish Journal of Theology 60 (February 2007): 95-101.
- "Daniel Dennett Hunts the Snark" [Архівовано 5 вересня 2007 у Wayback Machine.], First Things 169 (January 2007).
- Contribution to Theology as Knowledge: A Symposium [Архівовано 18 червня 2008 у Wayback Machine.], First Things 163 (May 2006): 21-27.
- "The Lively God of Robert Jenson" [Архівовано 2 червня 2008 у Wayback Machine.], First Things 156 (October 2005): 28-34.
- "The Anti-Theology of the Body" [Архівовано 18 липня 2006 у Wayback Machine.], The New Atlantis 9 (Summer 2005): 65-73.
- "The Soul of a Controversy", The Wall Street Journal (April 1, 2005).
- "Tsunami and Theodicy" [Архівовано 23 травня 2008 у Wayback Machine.], First Things 151 (March 2005): 6-9.
- "The Laughter of the Philosophers" [Архівовано 18 вересня 2008 у Wayback Machine.], First Things 149 (January 2005): 31-38.  A review loosely structured around The Humor of Kierkegaard by Thomas C. Oden, containing a long excursus on Johann Georg Hamann.
- "God or Nothingness" in I Am the Lord Your God: Christian Reflections on the Ten Commandments Carl E. Braaten and Christopher Seitz, eds.  Grand Rapids, MI: Eerdmans, 2005: 55-76.
- "The Offering of Names:  Metaphysics, Nihilism, and Analogy" in Reason and the Reasons of Faith. Reinhard Hütter and Paul J. Griffiths, eds.  London: T. & T. Clark, 2005: 55-76.
- "Tremors of Doubt" [Архівовано 27 серпня 2019 у Wayback Machine.], The Wall Street Journal (December 31, 2004). This article was the seed for the book The Doors of the Sea.
- "Ecumenical Councils of War" [Архівовано 30 квітня 2020 у Wayback Machine.], Touchstone (November 2004).
- "The Pornography Culture" [Архівовано 14 червня 2006 у Wayback Machine.], The New Atlantis 6 (Summer 2004): 82-89.
- "Freedom and Decency" [Архівовано 2 грудня 2007 у Wayback Machine.], First Things 144 (June/July 2004): 35-41.
- "An Orthodox Easter" [Архівовано 30 вересня 2007 у Wayback Machine.], The Wall Street Journal (April 9, 2004) (in "Houses of Worship").
- "Religion in America: Ancient & Modern", The New Criterion (March 2004).
- "A Most Partial Historian" [Архівовано 7 травня 2008 у Wayback Machine.], First Things 138 (December 2003): 34-41.  A review of Religion and Public Doctrine in Modern England Volume III: Accommodations by Maurice Cowling.
- "Christ and Nothing" [Архівовано 27 квітня 2009 у Wayback Machine.], First Things 136 (October 2003): 47-57.
- "The Bright Morning of the Soul: John of the Cross on Theosis", Pro Ecclesia (Summer 2003): 324-45.
- "Thine Own of Thine Own: the Orthodox Understanding of Eucharistic Sacrifice" in Rediscovering the Eucharist:  Ecumenical Considerations Roch A. Kereszty, ed. (Paulist Press, 2003): 142-169.
- "A Gift Exceeding Every Debt: An Eastern Orthodox Appreciation of Anselm's Cur Deus Homo", Pro Ecclesia 7.3: 333-348.
- "The Mirror of the Infinite: Gregory of Nyssa on the Vestigia Trinitatis",  Modern Theology 18.4 (October 2002): 542-56.
- "No Shadow of Turning: On Divine Impassibility", Pro Ecclesia (Spring 2002): 184-206.
- Contribution [Архівовано 18 грудня 2008 у Wayback Machine.] to The Future of the Papacy: A Symposium [Архівовано 18 грудня 2008 у Wayback Machine.], First Things 111 (March 2001): 28-36.
- "The 'Whole Humanity': Gregory of Nyssa's Critique of Slavery in Light of His Eschatology", Scottish Journal of Theology 54.1 (2001): 51-69.
- "Analogy" in Elsevier Concise Encyclopaedia of Religion and Language (Elsevier Press, 2001).
- "The Writing of the Kingdom: Thirty-Seven Aphorisms towards an Eschatology of the Text", Modern Theology (Spring 2000): 181-202.
- "Matter, Monism, and Narrative:  An Essay on the Metaphysics of Paradise Lost" Milton Quarterly (Winter 1996): 16-27.

### Огляди книг
- "Shock of the Real" [Архівовано 9 серпня 2019 у Wayback Machine.], First Things (November 2017). A long essay-review of Natasha Lehrer's translation of "Équipée" by Victor Segalen.
- "Empson in the East" [Архівовано 27 серпня 2019 у Wayback Machine.], First Things (May 2017). A review of "The Face of the Buddha" by William Empson.
- "Dante Decluttered: A review of The Divine Comedy" [Архівовано 27 серпня 2019 у Wayback Machine.], First Things (November 2013). A review of Clive James' translation of "The Divine Comedy".
- "Inside the mind of the Archbishop of Canterbury" [Архівовано 26 серпня 2011 у Wayback Machine.], The Times Literary Supplement (March 2008). A review of Rowan Williams's "Wrestling with Angels," edited by Mike Higton.
- "Con Man" [Архівовано 20 травня 2017 у Wayback Machine.], The New Criterion (September 2006): 124. A review of "The Theocons: Secular America under Siege" by Damon Linker.
- "Beyond Disbelief" [Архівовано 3 березня 2016 у Wayback Machine.], The New Criterion (June 2005): 78-81. A review of "The Twilight of Atheism" by Alister McGrath.
- "Roland Redivivus" [Архівовано 16 жовтня 2006 у Wayback Machine.], First Things 150 (February 2005): 44-48.  A review of Orlando Innamorato by Matteo Maria Boiardo, translated by Charles Stanley Ross.
- "The Laughter of the Philosophers" [Архівовано 22 травня 2008 у Wayback Machine.], First Things 149 (January 2005): 31-38.  A review loosely structured around The Humor of Kierkegaard by Thomas C. Oden, containing a long excursus on Johann Georg Hamann.
- "When the Going was Bad" [Архівовано 10 грудня 2006 у Wayback Machine.], First Things 143 (May 2004): 50-53.  A review of Waugh Abroad: Collected Travel Writing by Evelyn Waugh.
- "Sheer Extravagant Violence" [Архівовано 16 жовтня 2006 у Wayback Machine.], First Things 139 (January 2004): 64-69.  A review of Taras Bulba by Nikolai Gogol, translated by Peter Constantine.
- "A Most Partial Historian" [Архівовано 16 жовтня 2006 у Wayback Machine.], First Things 138 (December 2003): 34-41.  A review of Religion and Public Doctrine in Modern England Volume III: Accommodations by Maurice Cowling.
- Review of Gianni Vattimo's Belief, The Journal of Religion 82.1 (Jan. 2002): 132–133.
- "Israel and the Nations" [Архівовано 16 жовтня 2006 у Wayback Machine.], First Things 105 (August/September 2000): 51-54.  A review of Church and Israel After Christendom: The Politics of Election by Scott Bader–Saye.
- "Review Essay: On Catherine Pickstock's After Writing", Pro Ecclesia (Summer 2000): 367-372.
- "Beyond Reductionism" [Архівовано 16 жовтня 2006 у Wayback Machine.], First Things 87 (November 1998): 55-57.  A review of Religious Mystery and Rational Reflection by Louis Dupre.